# 岸本和葉
岸本 和葉（きしもと かずは）は、日本のライトノベル作家。かねてより、小説投稿サイト「小説家になろう」で小説を投稿していたが、同サイトで連載していた『異世界召喚は二度目です』が2015年にモンスター文庫（双葉社）より書籍化し、ライトノベル作家としてデビューした。2021年に第7回オーバーラップWEB小説大賞【前期】で『大人気アイドルなクラスメイトに懐かれた、一生働きたくない俺』が男性向け作品部門の金賞を受賞、『一生働きたくない俺が、クラスメイトの大人気アイドルに懐かれたら』に改題され書籍化された。

## 作品リスト

### 小説
- 『異世界召喚は二度目です』 双葉社〈モンスター文庫〉、全5巻（2015年 - 2017年）[3]
- 『社畜勇者、仕事辞めるってよ』 双葉社〈モンスター文庫〉、全3巻（2018年 - 2019年）[8][9]
- 『社畜騎士がSランク冒険者に拾われてヒモになる話　〜養われながらスローライフ〜』 ツギクル〈ツギクルブックス〉、全2巻（2020年）[10][11]
- 『竜と歩む成り上がり冒険者道〜用済みとしてSランクパーティから追放された回復魔術師、捨てられた先で最強の神竜を復活させてしまう〜』 ぶんか社〈BKブックス〉、既刊1巻（2020年12月現在）[12][13]
- 『今日も生きててえらい！〜甘々完璧美少女と過ごす3LDK同棲生活〜』 KADOKAWA〈電撃文庫〉、既刊3巻（2022年10月現在）[14]
- 『転生魔王の勇者学園無双』 実業之日本社〈Jノベルライト文庫〉、既刊2巻（2023年3月現在）[15]
- 『一生働きたくない俺が、クラスメイトの大人気アイドルに懐かれたら』 オーバーラップ〈オーバーラップ文庫〉、既刊6巻（2024年6月現在）[16]
- 『この青春にはウラがある！』 KADOKAWA〈電撃文庫〉、全2巻[17]、打ち切り[18]
- 『ゲーム知識で最強に成ったモブ兵士は、真の実力を隠したい』 双葉社〈Mノベルス〉、2023年7月30日発売[19]、ISBN 978-4-575-24756-5

### 漫画原作
- 『落ちこぼれ勇者と六花の魔女』漫画：いづみやおとは、竹書房〈バンブーコミックス〉、既刊1巻（『WEBコミックガンマ』2024年 - 連載中）
- 『嫌われ者の悪役貴族に転生した俺、破滅フラグをへし折りながら最強になってみることにしました。』漫画：アサヨリコ、 Amazia（『マンガBANG』2024年 - 連載中）
- 『最強の剣聖と賢者のもとに転生した俺は無自覚無双する』漫画：IsII、集英社（『異世界ヤンジャン』2025年2月18日[20] - 連載中）